# Umbanda
Umbanda är en brasiliansk blandreligion som utvecklades fr.o.m. 1908 ur yorubareligionen, brasiliansk indianreligion, folkkatolicism och kardeciansk spiritism.

## Historia
Under flera århundraden orsakade slavhandeln ett inflöde av afrikanska slavar till Brasilien, främst personer med bakgrund i yorubafolket, fonfolket eller Kongoriket. Formellt övergick slavarna till romersk-katolska kyrkan, men behöll i hemlighet delar av sina traditionella folkreligioner. Slaveriet avskaffades 1888, och de religioner, som hade uppkommit genom synkretism mellan portugisisk folkkatolicism, slavarnas folkreligioner och inhemsk indianreligion, blev mera synliga i samhället, ehuru utsatta för fördomar och nedsvärtning från samhällseliterna. Ordet macumba användes ursprungligen som skällsord om dessa religioner, men under 1900-talets lopp har detta ord kommit att få en ändrad, smalare, innebörd, och det är nu mera vanligt att tala om candomblé. En brasiliansk lag antagen 1891 förbjöd "spiritism, häxeri och spådom", och en nyare lag från 1942 förbjöd -  den för skiftande tolkningar öppna - företeelsen "besvärjelser".
Under 1800-talets andra hälft hade kardeciansk spiritism förts till Brasilien av studenter som hade studerat i Portugal eller Frankrike. Umbanda anses av anhängarna själva ha uppkommit när en grupp kardecianska spiritister samlades till seans i São Gonçalo 1908, och den då sjuttonårige Zélio Fernandino Moraes upplevdes kanalisera en hädangången indian och en hädangången afrikansk slav. I klasskänsliga kardecianska miljöer ansågs detta vara skandalöst, och umbanda började utvecklas till en, från kardecianismen självständig, religion. Denna utveckling tog egentlig fart under mellankrigstiden, när Moraes grundade den första umbandaterreiron, och 1939 slöt sig en mängd terreiros samman i en federation. Delar av candomblés världsbild infogades i umbandas världsbild, men det kardecianska inslaget i umbanda gav religionen en intellektuell fördel framför candomblé, vilket tilltalade den brasilianska medelklassen. Lagen mot "besvärjelser" tillämpades godtyckligt, och medan umbandautövare tidvis kunde utöva sin religion i fred, blev de periodvis utsatta för förföljelser. När diktatorn Getúlio Vargas föll 1945 kunde umbandisterna åtnjuta religionsfrihet, men terreiros var skyldiga att registrera sig, ett krav som hävdes först 1964. Det finns idag flera olika federationer.
Under 1950-talet kritiserades umbanda av den romersk-katolska kyrkan, men sedan ett katolskt dokument om religionsdialog, Nostra aetate, antagits 1965, har relationen mellan de båda religionerna snarare präglats av tentativ dialog. Anhängare av traditionell katolsk kristendom, en rörelse som växer starkt i Brasilien, fortsätter dock att kritisera både umbanda och andra synkretistiska religioner, och ser på dessa som diaboliska. Sedan 1970 kritiseras umbanda av, den från USA inplanterade, brasilianska pingströrelsen.
När antalet umbandister var som flest, uppskattades antalet (1974) till 30 miljoner, men sedan dess har många medlemmar antingen övergått till den brasilianska pingströrelsen eller till Candomblé. I den brasilianska folkräkningen år 2000 angav 432 000 brasilianska medborgare sig vara umbanda-utövare. Sedan 1970-talet har umbanda även grenat ut sig till ett antal olika riktningar.

## Utövande och världsbild
Den lokala enheten inom umbanda kallas för terreiro ("bakgård"), en gemensam lokal, som inbjuder medlemmar och ströbesökare till samlingar. En föreståndare för en terreiro kallas för pai-de-santo (män) eller mãe-de-santo (kvinnor), men kan assisteras av andra medier. Mötenas rituella form kan variera från terreiro till terreiro, och umbanda saknar centraliserad trosbekännelse. Terreiros är dock vanligtvis affilierade till någon federation.
Vid sidan av Moraes ursprungliga Umbanda Branca, finns numera Umbanda d'Angola (påverkad av bantu-religion i stället för yoruba-religion), Umbanda Jejê (påverkad av fon-religion i stället för yoruba-religion) och Umbanda Esotérica (påverkad av europeisk ockultism).
Musik och dans skiljer umbanda från kardeciansk spiritism, men förenar umbanda med candomblé. Till skillnad från vad fallet är i candomblé, har umbanda avskaffat djuroffer och vissa kulörta ritualdräkter, och i likhet med några kardecianska riktningar förekommer vita ritualdräkter. Offer av frukt, popcorn och drycker kan förekomma. Det tänkta syftet är att medierna skall besättas av gudaväsen eller hädangångnas själar, för att kunna leverera budskap, välsignelser eller helande.
Från kardecianismen har umbanda övertagit indelningen i "rena andar, goda andar och mörka andar", men de undergrupper som räknas dit är antingen unika för umbanda, eller har hämtats från portugisisk folkkatolicism eller från afrikanska folkreligioner, så att schemat kommer att få följande utseende:
- Rena andar
  - Yorubareligionens gudaväsen eller andar (orishas) - i Umbanda d'Angola och Umbanda Jejê utbytta mot bantu-gudomar respektive fon-gudomar
  - Katolska änglar och helgon
- Goda andar
  - Caboclos (hädangångna indianer och mestiser)
  - Preto Velho (hädangångna afrikanska slavar)
  - Crianças/Erês (hädangångna barn)
  - Baianos (hädangångna från Bahia)
  - Boiadeiros (hädangångna boskapsskötare)
  - Marujos (hädangångna sjömän)
  - Exu och Pomba Gira (grupper av trickster-andar uppkallade efter två individuella orisha i yoruba-religionen)
- Mörka andar, som vare sig kardecianer eller umbandister söker kontakt med.

Över alla dessa andar anses ett högsta väsende stå: Olorun eller Olodumare, som identifieras med katolicismens "Gud Fader". Från kardecianismen har umbanda övertagit föreställningen om reinkarnation: De flesta andar anses vara kontaktbara endast för en tid.